# Monica Chan
Monica Chan Fat-Yung (陳法蓉) (Hong Kong, 28 ottobre 1967) è un'attrice e modella hongkonghese, vincitrice del concorso Miss Hong Kong 1989. Prima di iniziare a recitare, Chan aveva conseguito il diploma in Canada ed aveva frequentato l'Università delle Hawaii.

## Carriera
Monica Chan ottenne un contratto con la TVB, dopo aver vinto il concorso di bellezza Miss Hong Kong nel 1989. Grazie a quella vittoria, Monica Chan inoltre partecipò a Miss Chinese International, dover si classificò al secondo posto. L'anno seguente gareggiò anche per il concorso di bellezza internazionale Miss Universo 1990 dopo però non andò oltre la ventitreesima posizione. 
Monica Chan rescisse il contratto e fu assunta dalla ATV. Nel corso degli anni, lavorerà con popolari attori come Dicky Cheung, Ruby Lin ed Anthony Wong. La sua ultima apparizione come attrice risale al 2005 in Tian Xia Di Yi . Negli anni seguenti, Monica Chan si è allontanata dal mondo dello spettacolo, salvo apparire occasionalmente in alcune cerimonie o speciali.